# Andaní
Andaní és un antic poble del municipi d'Alfarràs (Segrià), a l'esquerra de la Noguera Ribagorçana, a la plana al·luvial estesa entre el riu i el canal de Pinyana. Situat a 1 km al nord del nucli vell d'Alfarràs és, de fet, un raval del cap de municipi. Actualment té una població de 245 habitants.
El lloc gaudeix d'una magnífica panoràmica d'Ivars de Noguera, a l'altra banda del riu. Hi viuen molts treballadors andalusos que vingueren per les obres del pantà de Santa Anna. L'església parroquial, dedicada a sant Nicolau, és d'origen romànic; en depenien, des del segle xii, les ermites de Santa Anna, que ha donat nom al pantà, i de Sant Salvador, ambdues ja dins el municipi de Castellonroi (Llitera). Al seu torn, l'església d'Andaní fou, entre el 1518 i el 1808, sufragània de la col·legiata de Sant Pere d'Àger. Del temps medieval es conserva un casal fet de pedra de Pinyana, de murs molt gruixuts i encara amb contraforts. També es conserven restes de la muralla que cloïa el lloc.

## Història
El Comte d'Urgell fou l'encarregat de conquerir les viles de la part nord del Segrià en poder Sarraí. Ocupat el territori, el 13 d'abril de 1147 Ramon Berenguer IV, Comte de Barcelona, concedí la carta de població a Almenar en la que es va donar a 100 homes de Balaguer el castell amb tots els seus termes i pertinences. El poble d'Andaní no fou citat en el text, però quedà inclòs en la venda. En aquells moments, Andaní consistia en un caseriu i un molí fariner. Les notícies vinculades a les compravendes i canvi de mans que es van succeint entre els diferents senyors del terme són les més habituals. N'és un exemple la compra del poble per part de la Família Boixadors a principis delsegle XV, esdevenint l'únic senyor Miquel de Boixadors i d'Espés. Posteriorment, ja en etapa moderna es va constituir la unió del nucli d'Andaní amb el poble d'Alfarràs, concretament el dia 24 de febrer de l'any 1867.
Finalment, un dels darrers fets rellevants en la història del poble s'esdevingué al 1896, quan es va començar a construir el Canal d'Aragó i Catalunya. Amb el canal es van obrir perspectives de riquesa pel regadiu. No obstant el subministrament d'aigua a les cases d'Andaní, i també d'Alfarràs, no es feu fins a la dècada de 1940.